# 치얀비에호
치얀비에호(스페인어: Chillán Viejo)는 칠레 비오비오주 뉴블레 현의 코무나이다.